# Grolsch Premium Pilsner
Grolsch Premium Pilsner is een Nederlands pilsbier.
Het bier wordt gebrouwen door Grolsch in Enschede. Het is een lichtblond bier met een alcoholpercentage van 5,0%.
Grolsch Premium Pilsner is verkrijgbaar in fles (30 cl), beugelfles (45 cl), monofles (25 cl), blik (33 cl en 50 cl), fust (19,5 liter, 30 liter en 50 liter).